# Philip Haagdoren
Philip Haagdoren (* 25. Juni 1970 in Lommel) ist ein ehemaliger belgischer Fußballspieler.

## Sportlicher Werdegang
Haagdoren begann mit dem Fußballspielen beim SK Lommel, bei dem sein Vater Alfons Haagdoren als Spieler und Trainer tätig gewesen war. 1988 debütierte er für den Klub im Erwachsenenbereich, 1992 stieg er mit ihm in die 1. Division auf. Ein Jahr später wechselte er zum RSC Anderlecht, wo er in den beiden ersten Spielzeiten regelmäßig zum Einsatz kam und jeweils den Meistertitel gewann. Nachdem er kaum noch Spielzeit hatte, wechselte er Anfang 1996 auf Leihbasis zum KSK Beveren. Nach Ende der Leihe kehrte er im Sommer 1996 nicht zum RSC Anderlecht zurück, sondern schloss sich Lierse SK an. Die Mannschaft wurde überraschend am Ende der Spielzeit 1996/97 belgischer Meister. Parallel avancierte Haagdoren zum Nationalspieler und debütierte im Rahmen der Qualifikation zur Weltmeisterschaft 1998 als Einwechselspieler für Bertrand Crasson beim 6:0-Heimerfolg über San Marino an der Seite seiner Vereinskameraden Bart De Roover, Eric Van Meir und Nico Van Kerckhoven in der belgischen Nationalmannschaft. Das Spiel am 7. Juni 1997 im König-Baudouin-Stadion blieb sein einziger Länderspieleinsatz, Emile Mpenza und Lorenzo Staelens trafen bei weiteren Toren von Eric Van Meir und Luís Oliveira je zweimal.
1999 wechselte Haagdoren innerhalb der belgischen Meisterschaft zum aus einer Fusion neu entstandenen Germinal Beerschot. Für diesen lief er fünf Spielzeiten auf. Nachdem der Klub anfangs noch um die Teilnahme am Europapokal mitgespielt hatte, rutschte er später in der Tabelle ab. Anschließend ließ er bei KVSK United Overpelt-Lommel, der nach der Insolvenz des SK Lommel und einem folgenden Zusammenschluss eines neu gegründeten Vereins mit dem KVV Overpelt-Fabriek, dem Jugendverein des Vaters, entstanden war, seine aktive Laufbahn ausklingen.